# Tetje de Jong
Theodora (Tetje) de Jong (Uithoorn, 2 mei 1918 - Drachten, 21 januari 1999) was de eerste betaalde vrouwelijke politiecommissaris in Nederland.

## Biografie
Theodora werd in 1918 in Uithoorn geboren als dochter van de arts Jan de Jong en Wilhelmina Groenevelt. Ze bezocht het Vossius Gymnasium in Amsterdam maar maakte haar schooltijd af aan het Murmellius Gymnasium in Alkmaar. Aansluitend studeerde ze rechten aan de Gemeentelijke Universiteit van Amsterdam, waar ze bijvakken volgde op de gebieden opsporing en criminaliteit. In 1943 weigerde ze de loyaliteitsverklaring van de Duitse bezetter te tekenen en moest ze haar studie afbreken. Ze solliciteerde bij de hoofdstedelijke politie als typiste, werd aangenomen en schreef al snel de dagrapporten van diverse afdelingen. Als ambtenaar tekende ze de loyaliteitsverklaring wel.
Direct na de oorlog werkte De Jong bij de Politieke Opsporingsdienst, die onderzoek deed naar onder meer NSB'ers, Nederlandse SS'ers en collaborateurs. In 1948 voltooide ze haar studie rechten, waarna ze benoemd werd tot chef bureau kabinet, rechterhand van de korpschef. In 1954, hetzelfde jaar waarin de eerste vrouwen bij de Amsterdamse politie hun intrede deden bij de uniformdienst, werd De Jong benoemd tot hoofdinspectrice. Zij passeerde daarbij verscheidene mannelijke collega's, waarvan er eentje (zonder succes) in beroep ging tegen haar benoeming. Met haar nieuwe rang raakte De Jong betrokken bij de sollicitatieprocedure en de opleiding van nieuwe agenten en ze speelde een rol bij de opvang van andere agentes.

### Commissaris
Op 1 januari 1964 werd De Jong officieel benoemd tot commissaris van politie in Amsterdam. De landelijke pers maakte er gewag van: niet eerder had een vrouw deze rang bereikt. Al eerder (in 1934) was Cor Razoux Schultz-Metzer in Batavia aangesteld als onbezoldigd commissaris van politie der tweede klasse. Razoux Schultz-Metzer werd echter niet betaald voor haar werkzaamheden als politiecommissaris. 
De Jong doorstond de roerige tijd van onder meer Provo en het 'eervol' ontslag van hoofdcommissaris Van der Molen schijnbaar zonder problemen. In 1971 werd ze benoemd tot Hoofd van de Beheersdienst, met als verantwoordelijkheden personeel, organisatie en financiën. Drie jaar later volgde de benoeming tot plaatsvervangend korpschef. Ook in deze functie was ze de eerstevrouw.
In 1977 verkreeg De Jong vanwege haar grote betekenis voor de Amsterdamse politie een koninklijke onderscheiding: ze werd Officier in de Orde van Oranje-Nassau. Een jaar later ging ze met pensioen al bleef ze wel lid van de politieklachtencommissie en voorzitter van de Stichting Reservepolitie Amsterdam.
In mei 2020 vernoemde de gemeente Amsterdam brug 100 tot Tetje de Jongbrug.  